# Tibetrebhuhn
Das Tibetrebhuhn (Perdix hodgsoniae) ist eine Art aus der Familie der Fasanenartigen. Es werden drei Unterarten unterschieden. Der Schwerpunkt seines Verbreitungsgebiets sind die Hochebenen Tibets. Wegen seines großen Verbreitungsgebiets gilt die Art als nicht gefährdet.

## Erscheinungsbild
Das Tibetrebhuhn erreicht eine Größe von 28 bis 31 Zentimetern und wiegt zwischen 294 und 340 Gramm. Es ist graubraun mit einem gestreiften Unterkörper und sich vom übrigen Körpergefieder deutlich unterscheidenden Kopf und Brust. Das Gesicht ist weiß, der Nacken ist kastanienbraun und die Ohrflecken sind schwarz. Der Schnabel ist grünlich hornfarben. Die Augen braun bis rotbraun. Die Flächen hinter den Augen sind rot, was jedoch nur bei Männchen während der Fortpflanzungszeit auffällig ist.

## Verbreitungsgebiet und Lebensraum
Das Tibetrebhuhn kommt vor allem im Westen Chinas und den angrenzenden Regionen vor. An der nordwestlichen Grenze Indiens zu Tibet kommt die Art vereinzelt vor. Sie findet sich außerdem im Norden Nepals, im Norden von Sikkim und im Nordwesten von Bhutan. Der Verbreitungsschwerpunkt der Art ist Tibet bis in den Westen von Sichuan und bis in den Norden von Gansu in China. 
Der Lebensraum des Tibetrebhuhns sind Berghänge und alpine Täler in Höhenlagen zwischen 3.600 und 4.250 Höhenmetern. Es kommt aber im Sommer auch bis zur Schneegrenze in Höhen von 5.600 Metern vor und wurde in Nepal im Winter schon in 2.200 Höhenmetern beobachtet. Es favorisiert als Lebensraum felsige Regionen mit einem Bewuchs an Zwergsträuchern. 

## Lebensgewohnheiten
Außerhalb der Fortpflanzungszeit kommt das Tibetrebhuhn in Ketten (Rebhuhnfamilien in der Jägersprache) von 10 bis 15 Individuen vor. Es ist normalerweise nicht sehr scheu und läuft eher davon als aufzufliegen, wenn es gestört wird. Gelegentlich fliegen die Tibetrebhühner jedoch auch mit lautem Flügelburren auf. Die Kette verteilt sich dann in verschiedene Richtungen und fliegt nach Möglichkeit hangabwärts. 
Das Tibetrebhuhn ist vermutlich monogam. Das Nest ist eine flache, mit Gras ausgelegte Mulde auf dem Boden. Das Gelege umfasst in der Regel acht bis zehn Eier. Die Brutzeit fällt gewöhnlich in den Zeitraum Mai bis Juli.
Die Nahrung besteht aus verschiedenen Sämereien sowie kleinen Wirbellosen.

## Belege

### Einzelbelege
1. ↑   Madge et al., S. 231